# Університет Арістотеля
Університе́т Арісто́теля в Салоніках, Салонікійський університет (грец. Αριστοτέλειο Πανεπιστήμιο Θεσσαλονίκης) — найбільший університет Греції, його корпуси розташовані на площі 230 000 м². Входить до асоціації європейських університетів Coimbra Group.
Понад 95 000 студентів та з них 9 000 аспірантів навчаються в університеті Арістотеля. Загальна кількість наукових співробітників навчального закладу становить 2 248 осіб, з них 716 професорів, 506 доцентів, 1082 доценти та 450 викладачів. Спеціальний технічний персонал лабораторій університету складається 309 співробітників.

## Історія
За планами прем'єр-міністра Елефтеріоса Венізелоса одразу ж після Першої світової війни планувалось заснувати другий грецький університет у Смірні, в той час, як третій університет повинен був створюватись в Салоніках. В результаті греко-турецької війни 1919—1922 рр. в Малій Азії Греція втратила Смірну.
З усім тим 1924  року Александрос Папанастасіу вирішив заснувати університет у Фессалії з метою стимулювання місцевої економіки та культури. Зрештою Університет в Салоніках був заснований 1925 року, ставши другим грецьким університетом, заснованим на теренах незалежної Грецької республіки після Афінського університету. Його створення було законодавчо закріплено Законом за № 3341/14-6-25. Свою теперішню назву Фессалонікійський університет Арістотеля університет здобув 1954 року.

## Структура
В середині 19 століття на власний кошт Григорія Маразлі, грецького патріота, мецената, який впродовж 15 років обіймав посаду міського голови Одеси, в Салоніках побудовано Маразліївській грецький комерційний ліцей, в якому нині розташовується один з факультетів Університету Арістотеля.
Студентське містечко розташоване на площі 230 000 м² і розташоване поблизу центра міста Салоніки. Більшість університетських підрозділів знаходиться на території кампуса, але існують також різні інститути, лабораторії та об'єкти університету, які перебувають за межами кампуса. Серед них, наприклад, центр візантійських досліджень, ветеринарна клініка, університетська ферма та лісовий заказник. Нижче наведені деякі з найважливіших підрозділів університету Арістотеля:
- бібліотека;
- студентський дозвільний центр;
- спортивний центр;
- гуртожитки;
- сейсмологічна станція;
- ветеринарна клініка;
- ферма та лісовий заказник;
- табір відпочинку на півострові Халкідіки;
- школа новогрецької мови;
- інститут дослідження сучасної Греції;
- центр візантійських досліджень.

## Факультети
| - Факультет освіти: - Кафедра ранньої освіти; - Кафедра початкової освіти; - Факультет стоматології; - Факультет сільськогосподарських наук; - Інженерний факультет: - Кафедра архітектури; - Кафедра хімічної технології; - Кафедра інженерного будівництва; - Кафедра електромереж та комп'ютерних технологій; - Кафедра машинобудування; - Кафедра математики, фізики та комп'ютерних наук; - Кафедра геодезії та землевпорядкування; - Кафедра урборегіонального планування; - Факультет мистецтв - Кафедра театрального мистецтва - Кафедра кіномистецтва - Кафедра музичного мистецтва - Кафедра візуальних та прикладних мистецтв. - Факультет лісництва та захисту навколишнього середовища - Факультет права, економіки та політичних наук: - Кафедра економіки; - Кафедра права; - Кафедра політичних наук. | - Медичний факультет - Факультет фундаментальних наук: - Кафедра біології; - Кафедра хімії; - Кафедра геології; - Кафедра інформатики; - Кафедра математики; - Кафедра фізики. - Факультет філософії: - Кафедра англійської мови та літератури; - Кафедра німецької мови та літератури; - Кафедра французької мови та літератури; - Кафедра італійської мови та літератури; - Кафедра історії та археології; - Кафедра філології; - Кафедра філософії та педагогії; - Кафедра психології. - Факультет теології: - Кафедра еклезіастичної та соціальної теології; - Кафедра теології. - Факультет ветеринарної медицини; - Незалежні кафедри: - Кафедра журналістики та мас-медіа; - Кафедра фармації; - Кафедра фізвиховання та спорту. |

## Почесні доктори
- Одісеас Елітіс
- Клайв Гренджер
- Гаррі Марковіц
- Ксенофон Золотас
- Еріка Симон
- Ерик Гобсбаум
- Сантьяго Калатрава
- Варфоломій I
- Маноліс Глезос

## Відомі випускники
- Евангелос Венізелос
- Янніс Рагусіс
- Маноліс Андронікос
- Федон Авуріс
- Яна Ангелопулос-Даскалакі
- Афанасій Папаконстантіну
- Христос Сардзетакіс
- Теано Фотіу
- Ефі Ахціоглу
- Альберт Бурла